# Station Nanteuil-le-Haudouin
Station Nanteuil-le-Haudouin is een spoorwegstation aan de spoorlijn spoorlijn La Plaine - Hirson en Anor. Het ligt in de Franse gemeente Nanteuil-le-Haudouin in het departement Oise (Hauts-de-France).

## Geschiedenis
Het station opende op 31 augustus 1861.

## Ligging
Het station ligt op kilometerpunt 48,403 van de spoorlijn spoorlijn La Plaine - Hirson en Anor.

## Diensten
Het station wordt aangedaan door treinen van Transilien lijn K (Paris-Nord - Crépy-en-Valois). Ook doen TER Picardie-bussen tussen Crépy-en-Valois en Roissypole het station aan.

## Vorig en volgend station
| Richting   | Vorig station         | Lijn    | Volgend station | Richting        |
| ---------- | --------------------- | ------- | --------------- | --------------- |
| Paris-Nord | Le Plessis-Belleville | Trans K | Ormoy-Villers   | Crépy-en-Valois |